# Middelburgse Abdij Bier Festival
Het Middelburgse Abdij Bier Festival is een jaarlijks Nederlands bierfestival in de Abdij van Middelburg, een historisch klooster dat zijn oorsprong kent in de twaalfde eeuw. Al in die tijd waren de zogenoemde Witheren actief met het brouwen van bier op deze locatie.
Jaarlijks organiseert Stichting Bier in Zeeland het festival, waarbij in mei de abdijdeuren openen voor het publiek. Het evenement biedt gelegenheid tot het proeven van diverse abdijbieren uit binnen- en buitenland, terwijl ook Zeeuwse brouwerijen hun assortiment presenteren.

## Geschiedenis
Stichting Bier in Zeeland werd in 2015 opgericht met doelstelling het bevorderen van de biercultuur in de regio Zeeland. Een van de initiatieven van de oprichting was het uitbrengen van het boek Hop en gerst veredeld van auteurs Eric Hageman en Toon Franken, dat het bierverleden van Middelburg en omgeving sinds 1700 beschrijft. Datzelfde jaar organiseerde de stichting de eerste editie van het Middelburgs Abdij Bier Festival. Daarnaast organiseert de stichting ook kleinschalige bierproeverijen.
Tijdens de derde editie van het festival in 2017 werd het bier Middelburgs 800 geschonken. Dit bier, ontwikkeld door Stadsbrouwerij Middelburg en Brouwerij Kees in samenwerking met Stichting Bier in Zeeland, werd speciaal ter ere van het 800-jarig bestaan van Middelburg gebrouwen.
Het festival werd in 2020 afgelast vanwege de coronacrisis. In 2021 werd besloten om het evenement naar buiten te verplaatsen, om eventuele beperkingen voor te zijn. Bij voorgaande edities werd het festival altijd in de kloostergangen gehouden. Later mocht ook de crypte gebruikt worden. Vanaf 2023 vindt het evenement weer plaats in de kloostergangen.
In 2021 werd tijdens het festival het Middelburgse abdijbier Gillis en Jan geïntroduceerd, als eerbetoon aan de eerste monniken die in 1483 begonnen met het brouwen van bier in de abdij. Het brouwen ervan vond plaats in maart 2020 in de abdij, met goedkeuring van de provinciale autoriteiten, wat een historisch moment markeerde als de eerste keer in eeuwen dat er weer bier werd gebrouwen binnen de abdijmuren.

## Overzicht jaren
| Jaar | Datum       | Thema                      |
| ---- | ----------- | -------------------------- |
| 2015 | 8-9 mei     | Bier en Chocolade          |
| 2016 | 20-21 mei   | Bier en Spijs              |
| 2017 | 12-13 mei   | Geen thema                 |
| 2018 | 11-12 mei   | Anders Proeven             |
| 2019 | 24-25 mei   | Geen thema                 |
| 2020 | geannuleerd | n.v.t.                     |
| 2021 | 22-24 juli  | Nieuw Zeeuws               |
| 2022 | 20-21 mei   | Biertje op, laat je rijden |
| 2023 | 19-20 mei   | Bierentuin                 |
| 2024 | 10-11 mei   | Spelen met Bier            |